# ییرتین پود بوکوووو
ییرتین پود بوکوووو (به چکی: Jiřetín pod Bukovou) یک منطقهٔ مسکونی در جمهوری چک است که در ناحیه یابلونتس ناد نیسوو واقع شده‌است. ییرتین پود بوکوووو ۵۲۲ نفر جمعیت دارد.